# Fernão Joanes
Fernão Joanes es una freguesia portuguesa del concelho de Guarda, con 23,05 km² de superficie y 333 habitantes (2001). Su densidad de población es de 14,4 hab/km².